# Hilaire de Chardonnet
Louis Marie Hilaire Bernigaud de Grange de Chardonnet, född den 1 maj 1839 i Besançon, död den 10 mars 1924 i Paris, var en fransk greve, kemist, ingenjör och industriman. 
Chardonnet, som blev ledamot av Franska institutet 1919, var den som uppfann konstsilke. Entomologen Réaumur hade redan 1734 framställt ett förslag att ur någon gummiliknande vätska utdraga trådar på samma sätt, som silkesmasken spinner sina kokonger. Detta förverkligades av Chardonnet, som 1887 offentliggjorde en metod, efter vilken så kallat chardonnetsilke tillverkas. Metoden grundar sig på nitrocellulosans så kallade kollodiumbomulls löslighet i eteralkohol.